# Platysphyrus tibialis
Platysphyrus tibialis is een keversoort uit de familie loopkevers (Carabidae). De wetenschappelijke naam van de soort is voor het eerst geldig gepubliceerd in 1905 door Sloane.